# Nico ter Linden

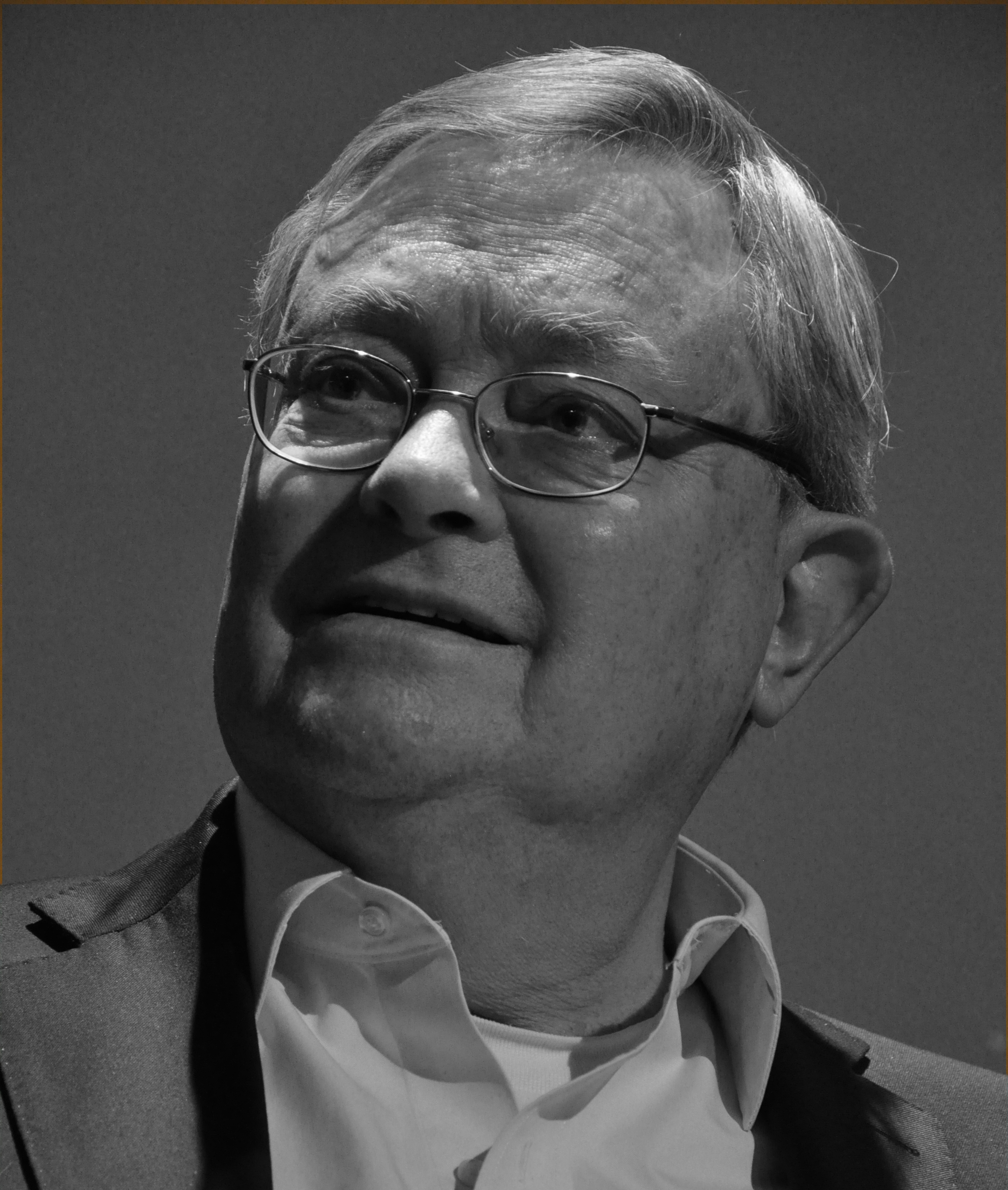
Nico ter Linden, 2015

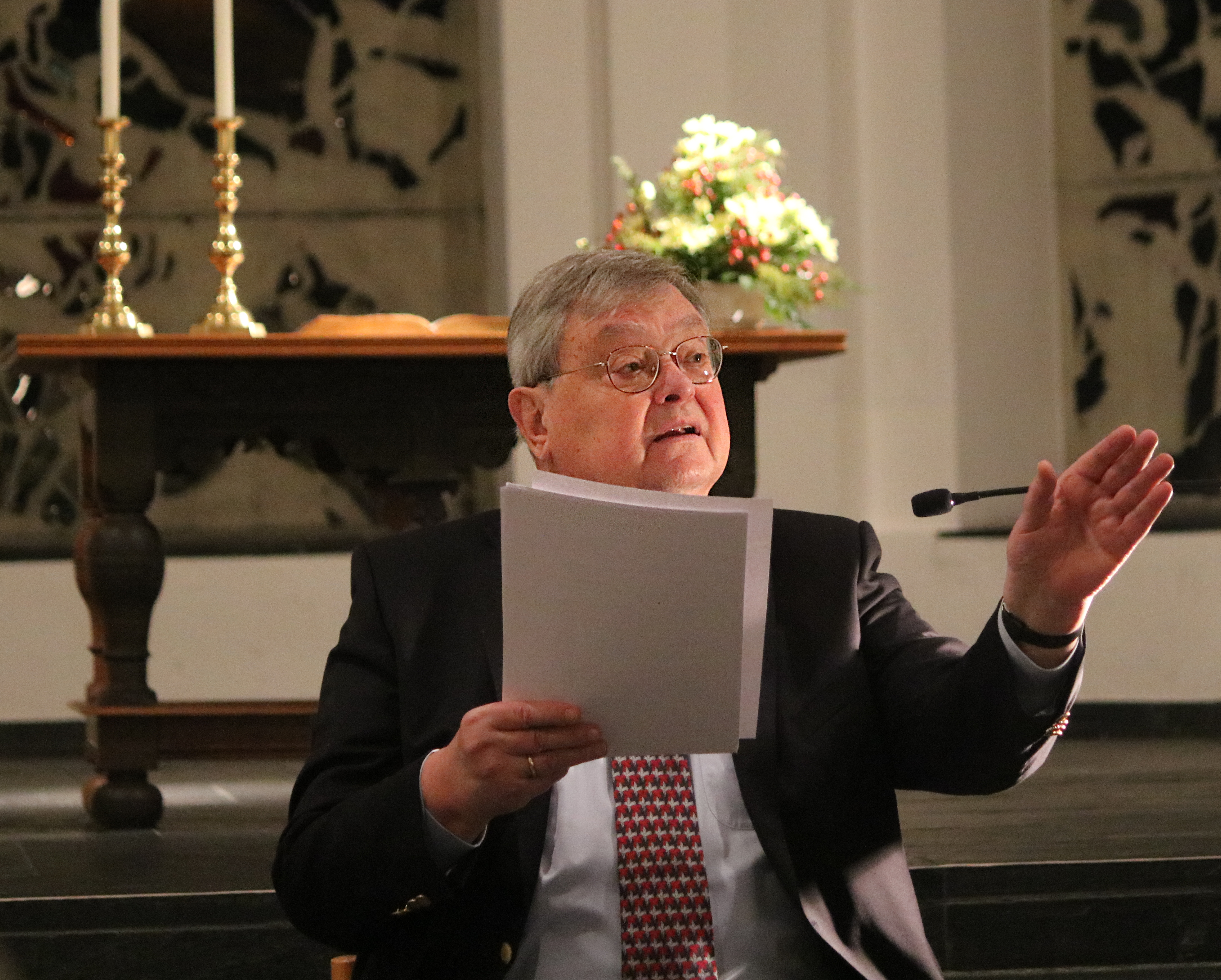
Nico ter Linden liest Josef, der Träumer in Mönchengladbach, 2016

Nico Marius Adriani ter Linden (* 26. Juli 1936 in Amersfoort; † 28. Januar 2018 in Amsterdam) war ein niederländischer reformierter Theologe und Schriftsteller. 

## Leben und Karriere
Nico ter Linden studierte Theologie in Utrecht und in den Vereinigten Staaten von Amerika. Er war Pfarrer der Protestantse Kerk in Nederland in Stompetoren, Alkmaar, Nijmegen und von 1977 bis 1995 in der Westerkerk von Amsterdam. Aus dieser Kirche wurde seine eigene Fernsehsendung mit dem Titel Op verhaal komen in de Wester (Ins Gespräch kommen aus der Westerkirche) ausgestrahlt. Nico war der jüngere Bruder von Carel ter Linden. Carel war Pastor an der Kloosterkerk in Den Haag.
Als Autor wurde Nico ter Linden vor allem bekannt durch die Serie „Es wird erzählt …“, in der er auf eigene Weise die Bibel neu erzählte. Der sechste und letzte Teil ist Ende 2004 erschienen. In der niederländischen Tageszeitung Trouw hatte Nico ter Linden eine eigene Kolumne.
Ter Linden wird der Amsterdamer Schule der Theologie zugerechnet, die sich dadurch auszeichnet, bewusst jüdische Sichtweisen in Bibelverständnis und Bibelübersetzung miteinzubeziehen.
Nico ter Linden sprach fließend deutsch. Einige seiner Werke sind in die deutsche Sprache übersetzt worden.

## Bibliografie (Auswahl)
- Lieve landgenoten. Stukjes over stukjes zielzorg, 1979 (niederländisch)
- Namastë, een retourtje Nepal, 1993 (niederländisch)
- Korte verhalen, 1997, ISBN 978-9050183741 (niederländisch)
- Es wird erzählt... Band 1: Von der Schöpfung bis zum Gelobten Land, 1998, ISBN 978-3579022215
- Es wird erzählt... Band 2: Markus und Matthäus sehen die Geschichte Jesu, 1999, ISBN 978-3579022222
- Es wird erzählt... Band 3: Von Königen, Richtern und Propheten, 2000, ISBN 978-3579022239
- Es wird erzählt... Band 4: Von den Visionen und Verkündigungen der Propheten, 2002, ISBN 978-3579022246
- Es wird erzählt... Band 5: Die Psalmen, Hiob, das Hohelied und andere Schriften, 2004, ISBN 978-3579022253
- Es wird erzählt... Band 6: Das Leben Jesu nach Lukas und Johannes, die Geschichte der Apostel und die Offenbarung, 2004, ISBN 978-3579022260
- Kostgangers, 2001, ISBN 9789050185509 (niederländisch)
- De dag zal komen, Janus, 2003 (niederländisch)
- König auf einem Esel: Geschichten aus dem Alten und Neuen Testament für die ganze Familie, ISBN 978-3785910634
- Het land onder de regenboog. Verhalen uit het Oude Testament, deel 1, 2006 (niederländisch)
- De profeet in de vis. Verhalen uit het Oude Testament, deel 2, 2006 (niederländisch)
- Alleen maar vrije tijd. Een dominee over zijn vak, 2010 (niederländisch)
- Moet je horen. De verhalen uit het Oude Testament en het Nieuwe Testament in één band., 2011, (niederländisch)
- Mijn vader, 2011, ISBN 9789460033308 (niederländisch)
- Een zoekende ziel. Over Willem Elsschot, 2011, ISBN 9789038894201 (niederländisch)
- Een goed kind regeert z’n eigen, 2012 (niederländisch)
- De geboorte van J.C. en andere kerstverhalen, 2012, ISBN 9789460035999 (niederländisch)
- En dan nog dit: wandelen met God, 2016, ISBN 978-9460031021 (niederländisch)